# ジッフレンガ
ジッフレンガ（伊: Gifflenga）は、イタリア共和国ピエモンテ州ビエッラ県にある、人口約100人の基礎自治体（コムーネ）。

## 地理

### 位置・広がり
| 隣接するコムーネは以下の通り。括弧内のVCはヴェルチェッリ県所属を示す。 - ブロンツォ (VC) - カステッレット・チェルヴォ - モッタルチャータ |